# Psoloptera leucosticta
Psoloptera leucosticta är en fjärilsart som beskrevs av Jacob Hübner 1827. Psoloptera leucosticta ingår i släktet Psoloptera och familjen björnspinnare. Inga underarter finns listade.